# Marianne-Hélène de Mottes
Marianne-Hélène de Mottes, bekannt unter dem Bühnennamen Mademoiselle de la Motte (* 1704 in Colmar; † 30. November 1769), war eine französische Schauspielerin.
De Mottes Vater war Soldat in den Truppen von Ludwig dem XIV. und ließ sich, nach seiner aktiven Zeit, in Colmar nieder. Dort heiratete er Marie Delarivière, mit der er zwei Töchter hatte. De Mottes wurde in eine Klosterschule der Ursulinen in Metz geschickt, aus der sie später von ihrem Geliebten entführt wurde. Ihr Theaterdebüt hatte sie, als Mademoiselle Dufrese, 18-jährig, im Jahr 1722, an der Comédie-Française in der Rolle der Cléopâtre in Pierre Corneilles Tragödie Rodogune. Schon früh trat sie in Charakterrollen auf und spielte dann die sonst meist mit Männern besetzten Figuren. Ihr Schauspiel hatte dabei nichts Lächerliches, denn ihre Statur, ihre tragende, etwas raue Stimme machten sie wie geschaffen dafür. Nach ihrer langen Bühnenkarriere nahm sie 1759 Abschied von der Bühne und bekam über die Pension der Comèdie von 1500 Livre noch weitere 1000 Livre aus der Privatschatulle des Königs dazu. Im Jahr 1769 starb de Mottes an den Folgen eines Schlaganfalls.
Sie war mit ihrer Kollegin Adrienne Lecouvreur eng befreundet und diese machte sie mit Moritz von Sachsen bekannt, der ihr ein guter Freund wurde und mit dem sie, auch während seiner Feldzüge ab 1744, regelmäßig korrespondierte.